# 1789社
1789社或1789爱国社（法语: 或）, 是法国大革命期间的政治俱乐部。1790年5月此社在巴黎皇家宫殿的节日宴会上成立，创始人多为布列塔尼俱乐部的温和派。因为成员的高影响力，俱乐部的重要性仅次于雅各宾俱乐部。
俱乐部成员有巴黎市长让·西尔万·巴伊、国民卫队总指挥官拉法耶特侯爵、弗朗索瓦·亚历山大·弗雷德里克、伊萨克·勒内·居伊·勒沙普利耶、奥诺雷·米拉波、埃马纽埃尔-约瑟夫·西哀士、夏尔·莫里斯·德塔列朗-佩里戈尔和尼古拉·德·孔多塞。
俱乐部位处巴黎皇家宫殿。成员多为温和保守派，希望法国能够建立君主立宪制而非共和制。
同年俱乐部便越來越不受欢迎。最后，剩余成员在1791年6月18日组成了右派的斐扬俱乐部。